# Chemsdine Talbi
Chemsdine Talbi (Sambreville, 9 mei 2005) is een Belgisch-Marokkaans profvoetballer die doorgaans als aanvaller speelt. Hij verruilde Club Brugge in juli 2025 voor Sunderland.

## Clubcarrière

### Jeugd
Talbi ruilde in 2015 de jeugdopleiding van AFC Tubize voor die van Club Brugge, waar hij toen aansloot bij de U11. Club Brugge bond Talbi aan zich via zijn NXT Cities-werking, waarbij jongeren in hun vertrouwde omgeving kunnen opgroeien doch reeds op jonge leeftijd aan de club gebonden worden. In juli 2022 ondertekende hij een contractverlenging tot 2025 bij Club Brugge.

### Club Brugge

#### 2022/23
Op 13 augustus 2022 maakte Talbi zijn profdebuut in het shirt van Club NXT, het beloftenelftal van Club Brugge dat vanaf het seizoen 2022/23 weer aantreedt in Eerste klasse B: op de openingsspeeldag van het seizoen 2022/23 kreeg hij van Nicky Hayen een basisplaats tegen SL16 FC. Talbi opende in zijn debuutwedstrijd meteen zijn doelpuntenrekening in Eerste klasse B. Een week later scoorde hij ook tegen Lierse Kempenzonen.
Op 24 februari 2023 kondigde Club Brugge aan dat Talbi voortaan deel zou uitmaken van de A-kern. De zeventienjarige middenvelder had dertien dagen eerder de reguliere competitie afgesloten met drie goals en drie assists in twintig competitiewedstrijden. In de UEFA Youth League had hij in alle zes de groepswedstrijden meegespeeld en tegen Bayer Leverkusen zelfs bijgedragen aan een 4-1-thuiszege met een goal en een assist.
De promotie van Talbi naar de A-kern belette niet dat de tiener ook tijdens de promotie-playoffs bleef uitkomen voor Club NXT: Talbi kreeg in acht van de tien play-offwedstrijden een basisplaats van Hayen of diens interim-vervanger Hayk Milkon. Tezelfdertijd zette hij ook stappen bij de eerste ploeg: op 7 maart 2023 zat hij naar aanleiding van de Champions League-wedstrijd tegen SL Benfica voor het eerst in de wedstrijdselectie van trainer Scott Parker, elf dagen later maakte hij onder leiding van interim-trainer Rik De Mil zijn officiële debuut voor het eerste elftal van Club Brugge tijdens de competitiewedstrijd tegen KV Kortrijk (1-0-nederlaag). Talbi klokte in zijn debuutseizoen bij de hoofdmacht af op vijf invalbeurten: De Mil liet hem na zijn debuut in Kortrijk ook nog invallen in de 7-0-zege tegen KAS Eupen op de slotspeeldag van de reguliere competitie, en nadien ook drie keer in de Champions' Play-offs.

#### 2023/24
De opmars van Talbi werd in de zomer van 2023 geremd: tijdens de voorbereiding op het seizoen 2023/24 scheurde hij de kruisband van zijn knie, waardoor een groot deel van zijn seizoen in rook opging. Pas op 16 februari 2024 kon Talbi zijn wederoptreden maken bij Club NXT. Talbi bleef in het seizoen 2023/24 steken op vijf basisplaatsen bij Club NXT en vier korte invalbeurten bij het eerste elftal – Ronny Deila gunde hem een paar minuten in de laatste drie wedstrijden van de reguliere competitie, Nicky Hayen liet hem dan weer een handvol minuten opdraven in de Conference League-wedstrijd tegen PAOK Saloniki (0-2-winst). Door die drie invalbeurten mocht Talbi op 26 mei 2024 de negentiende landstitel van Club Brugge bijschrijven op zijn palmares. 

#### 2024/25
Op 5 juli 2024 maakte Club Brugge bekend dat het het contract van Talbi had opengebroken tot 2027. Op 20 juli 2024 begon Talbi het seizoen met een assist tegen Union Sint-Gillis in de Supercup, die de Bruggelingen weliswaar niet aan de zege hielp. Op 14 september 2024 volgde zijn eerste doelpunt voor Club Brugge, uitgerekend tegen KV Kortrijk, de ploeg waartegen hij zijn officiële debuut maakte voor blauw-zwart.

## Clubstatistieken
| Seizoen | Club        | Competitie      | Competitie | Competitie | Beker | Beker | Supercup | Supercup | Europees | Europees | Totaal | Totaal |
| Seizoen | Club        | Competitie      | Wed.       | Dlp.       | Wed.  | Dlp.  | Wed.     | Dlp.     | Wed.     | Dlp.     | Wed.   | Dlp.   |
| ------- | ----------- | --------------- | ---------- | ---------- | ----- | ----- | -------- | -------- | -------- | -------- | ------ | ------ |
| 2022/23 | Club NXT    | Eerste klasse B | 28         | 5          | 0     | 0     | —        | —        | —        | —        | 28     | 5      |
| 2022/23 | Club Brugge | Eerste klasse A | 5          | 0          | 0     | 0     | 0        | 0        | 0        | 0        | 5      | 0      |
| 2023/24 | Club NXT    | Eerste klasse B | 5          | 1          | 0     | 0     | —        | —        | —        | —        | 5      | 1      |
| 2023/24 | Club Brugge | Eerste klasse A | 3          | 0          | 0     | 0     | —        | —        | 1        | 0        | 4      | 0      |
| 2024/25 | Club Brugge | Eerste klasse A | 18         | 5          | 4     | 0     | 1        | 0        | 9        | 2        | 32     | 7      |
| Totaal  | Totaal      | Totaal          | 59         | 11         | 4     | 0     | 1        | 0        | 10       | 2        | 74     | 13     |

Bijgewerkt op 19 februari 2025.

## Interlandcarrière

#### België U17
Talbi nam in 2022 met België –17 deel aan het EK –17 in Israël. In de eerste groepswedstrijd tegen Servië (1-1-gelijkspel) viel hij in de 82e minuut in voor doelpuntenmaker Stanis Idumbo Muzambo. In de tweede groepswedstrijd tegen Spanje (2-0-verlies) viel hij in de 61e minuut in voor Mika Godts. In de derde groepswedstrijd tegen Turkije (3-1-winst) viel hij tijdens de rust in voor Cihan Canak en legde hij in de 77e minuut de 3-1-eindscore vast. Het toernooi eindigde voor de Belgen na de groepsfase.

#### Marokko
Ondanks inspanningen van België, kiest Talbi in maart 2025 ervoor om voor Marokko te spelen.
1 Patterson ·
2 Huggins ·
3 Cirkin ·
4 Neil  ·
5 Ballard ·
7 Bellingham ·
8 Browne ·
10 Roberts ·
11 Rigg ·
12 Mayenda ·
13 O'Nien ·
14 Mundle ·
16 Nna Noukeu ·
18 Isidor ·
20 Samed ·
21 Moore ·
23 Seelt ·
26 Mepham ·
28 Le Fée ·
29 Abdullahi ·
30 Aleksić ·
32 Hume ·
33 Hjelde ·
36 Poveda ·
40 Watson ·
42 Alese ·
45 Anderson ·
Coach: Le Bris